# Contracted
Contracted – amerykański film fabularny z 2013 roku, napisany i wyreżyserowany przez Erica Englanda, z Najarrą Townsend i Caroline Williams obsadzonymi w rolach głównych. Obraz, gatunkowo stanowiący połączenie horroru, thrillera i dramatu, opowiada historię młodej kobiety, która w wyniku gwałtu zostaje zarażona niebezpieczną i tajemniczą chorobą przenoszoną drogą płciową. Światowa premiera filmu odbyła się w lipcu 2013 podczas Neuchâtel International Fantastic Film Festival w Szwajcarii. W październiku tego roku Contracted został zaprezentowany widzom Katalońskiego Międzynarodowego Festiwalu Filmowego w Sitges, a miesiąc później, w listopadzie, trafił do dystrybucji kinowej na terenie Stanów Zjednoczonych.

## Fabuła
Młoda lesbijka Samantha pada ofiarą gwałtu podczas przyjęcia. Jej gwałcicielem jest nieznany nikomu mężczyzna, kryjący się pod niewiele mówiącym pseudonimem BJ. Wkrótce po zajściu bohaterka zaczyna cierpieć z powodu objawów tajemniczej choroby wenerycznej. Jej kondycja drastycznie pogarsza się z dnia na dzień.

## Obsada
- Najarra Townsend − Samantha
- Caroline Williams − matka Samanthy
- Alice Macdonald − Alice
- Katie Stegeman − Nikki
- Matt Mercer − Riley
- Charley Koontz − Zain
- Simon Barrett − BJ
- Ruben Pla − doktor
- Dave Holmes − terapeuta
- Celia Finkelstein − kobieta

## Odbiór
Albert Nowicki (witryna His Name Is Death) chwalił "dopracowaną" charakteryzację oraz "niedopowiedziany" scenariusz projektu. Ponadto napisał: "Ważniejsze zdają się jednak być kwestie socjo- i psychologiczne, przedstawione w filmie w sposób wyważony i nienachalny, a przy tym absorbujący. Głodną miłości Samanthę cechują wyobcowanie i samonienawiść, to postać, która nawet przed zakażeniem sprawia wrażenie chcącej zwymiotować siebie samą na drugą stronę. Infekcja wzmaga w niej rozpacz i agresję oraz pobudza stopniowy rozpad osobowości. Bohaterka, coraz bardziej wyalienowana, gnije nie tylko cieleśnie, gnije przede wszystkim od wewnątrz. Także największa tragedia filmu Erica Englanda okazuje się być wymierzona w Samanthę. Aż do napisów końcowych jej problemy nie zostają zauważone przez żadnego z bohaterów." Sean Hanson, dziennikarz współpracujący z serwisem somethingawful.com, krytykował zawarte w filmie sceny gwałtu.

## Nagrody i wyróżnienia
- 2013, Neuchâtel International Fantasy Film Festival:
  - nominacja do nagrody Narcisse w kategorii najlepszy film fabularny (wyróżniony: Eric England)[4]
- 2013, Sitges − Catalonian International Film Festival:
  - nominacja do nagrody Grand Prize of European Fantasy Film in Silver w kategorii Official Fantàstic Panorama Selection (Eric England)[4]